# United Nations Assistance Mission in Somalia

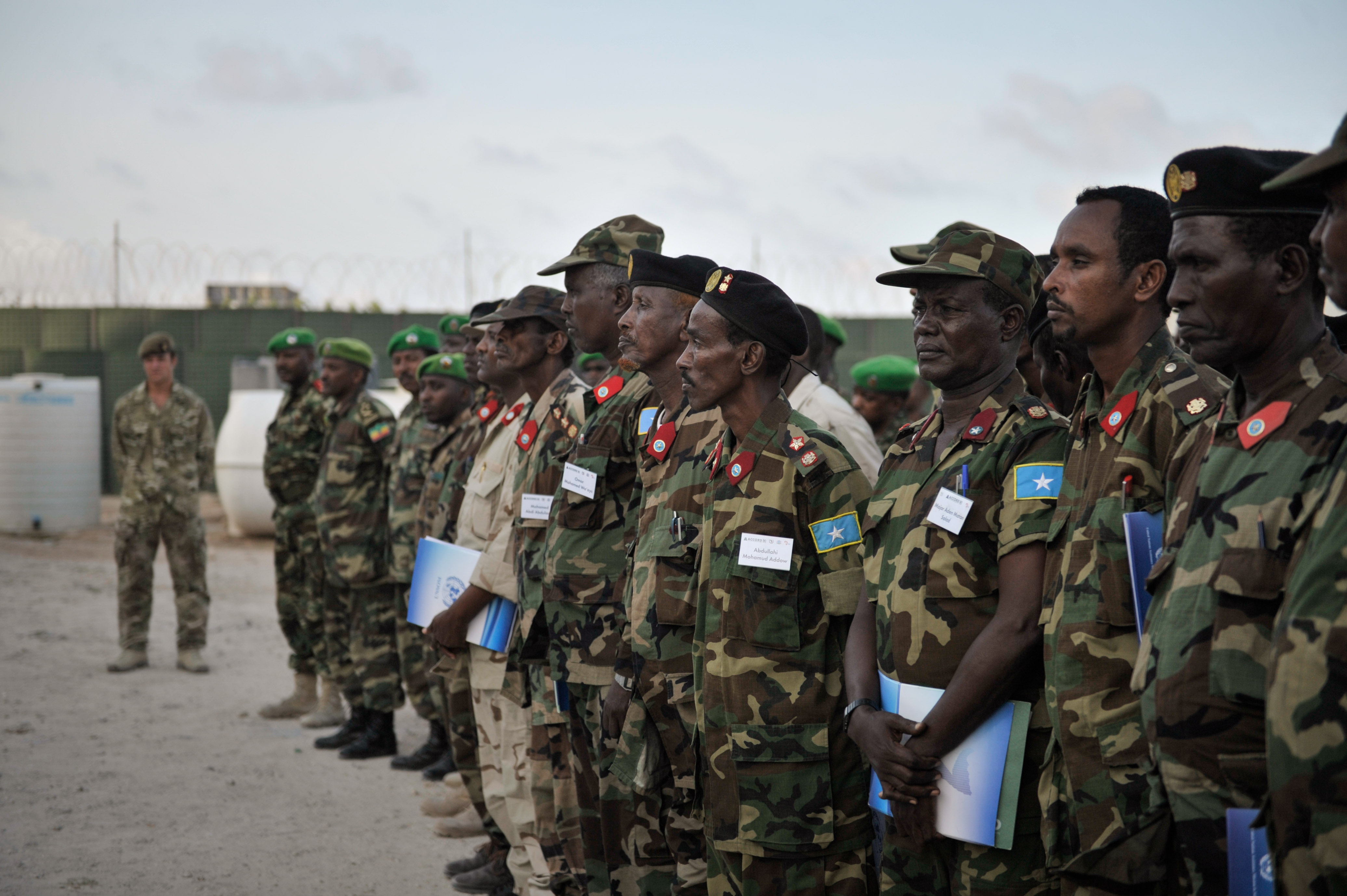
Ausbildung von Sicherheitskräften in Somalia

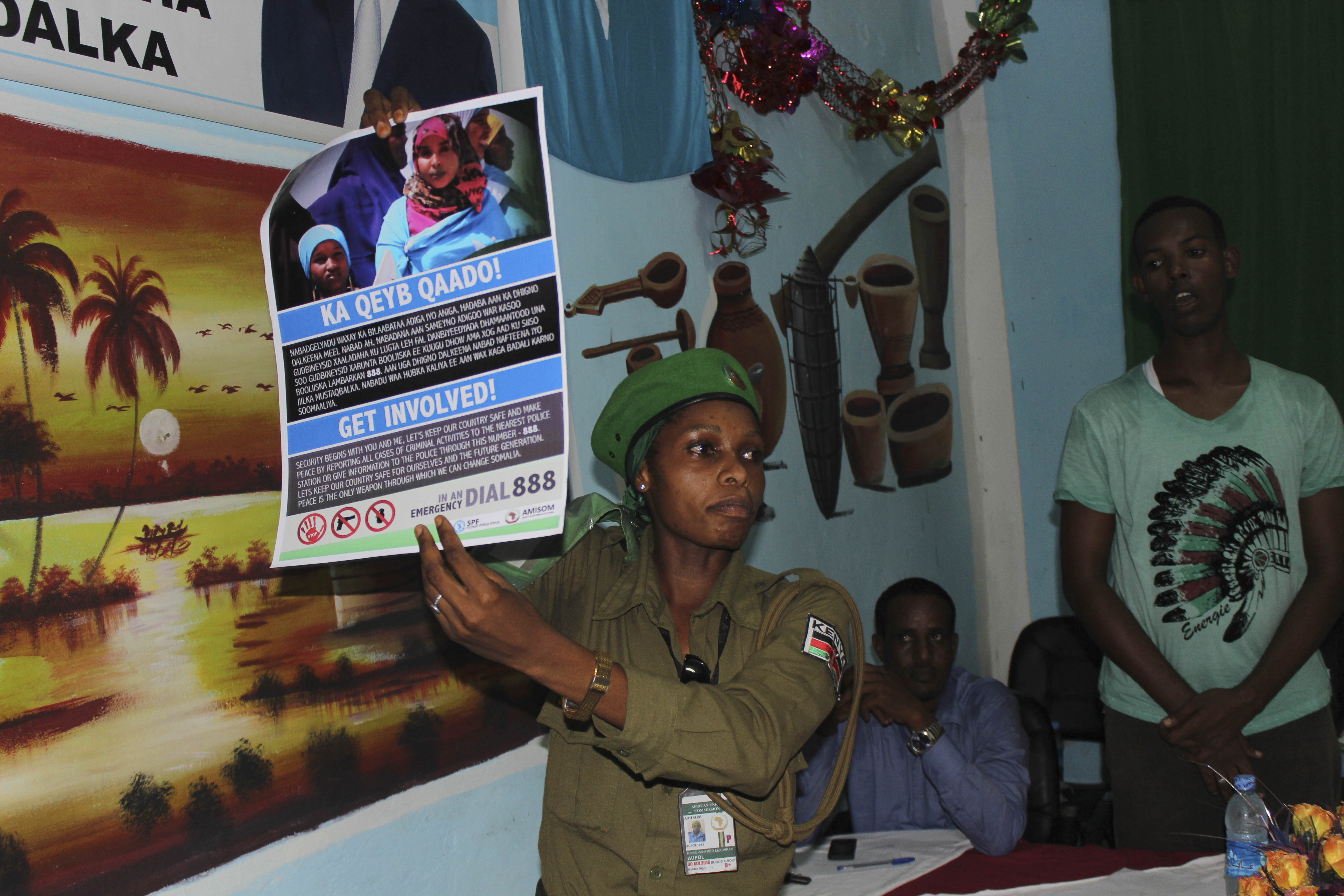
Veranstaltung örtlicher Polizeiorgane

United Nations Assistance Mission in Somalia, kurz UNSOM, ist eine UN-(Polizei)-Mission zur Unterstützung der Mission der Afrikanischen Union in Somalia (African Union Mission in Somalia), kurz (AMISOM) zur Friedenssicherung, Aufbau eines Rechtsstaats und der Staatsgewalt im afrikanischen Staat Somalia. Zu den Aufgaben der Mission zählen der Aufbau einer Regierung und eines Rechtsstaates und staatlicher Sicherheitsorgane. Daneben die Entwicklung eines föderalen Staatssystems, Gesundheits- und Bildungswesen im Land. Die Demokratisierung und Überwachung der Menschenrechte z. B. Stärkung der Rolle der Frauen in der Gemeinschaft, Schutz von Minderheiten sowie die Verteilung und Übergabe internationaler Finanzhilfen an den Staat Somalia. Als weitere Aufgaben sind die Unterstützung bei der Minenräumung und der Aufbau einer klimaangepassten Landwirtschaft zur Versorgungssicherung der einheimischen Bevölkerung hinzugekommen. Zudem wird die friedliche Wiedereingliederung des sich für unabhängig erklärt habenden Somalilands in den Staat Somalia, die Grenzziehung zwischen Puntland, Somalialand und den Bundesstaaten Hirshabelle und Galmudug aktiv unterstützt.

## Geschichte
Diese UN-Mission wurde durch die Resolution 2102 am 3. Juni 2013 einstimmig durch den UN-Sicherheitsrat autorisiert. Im April 2017 wurde mit der Umsetzung zum Aufbau einer Nationalregierung mit föderalen Strukturen des Staates Somalia begonnen. Berichte über die Entwicklungen der UN-Missionen werden alle 3 Monate an den Generalsekretär der UN gesandt. Das Hauptquartier der Mission befindet sich in der Hauptstadt Mogadishu, weitere Außenstellen befinden sich in Kismaayo, Hargeisa, Garowe, Baidoa und Belet Weyne.
Durch die Resolution 2498 vom 15. November 2019 wurde der Export von Holzkohle aus Somalia verboten. Mit der  Resolution 2714 vom 2. Dezember 2023 wurde das Waffenembargo gegen die  Bundesrepublik Somalia aufgehoben, gegen Al-Shabaab und andere Gruppen bleibt es in Kraft.

### Führung
| Name             | Nationalität           | Beginn der Berufung | Ende der Berufung |
| ---------------- | ---------------------- | ------------------- | ----------------- |
| James Swan       | Vereinigte Staaten     | Mai 2019            | im Amt            |
| Raisedon Zenenga | Simbabwe               | September 2014      | Dezember 2020     |
| George Conway    | Vereinigte Staaten     | März 2019           | August 2019       |
| Anita Gbeho      | Ghana                  | Dezember 2020       | im Amt            |
| Adam Abdelmoula  | Sudan                  | August 2019         | April 2023        |
| Catriona Laing   | Vereinigtes Königreich | Mai 2023            | im Amt            |

Daneben gibt es noch ein UNSOM Police Commissioner, welcher bei Berufung bereits Deputy Police Commissioner sein musste oder einen vergleichbaren Rang wie ein Brigadegeneral im Militär haben. Bisherrige UNSOM Police Commissoner waren:
- Lucien Vermeir 2015[8] - 29. Januar 2019[9]
- Ralf Schroeder 2022–2024[10]